# Hidroxilcsoport
A hidroxilcsoport olyan funkciós csoport, amelyben egy oxigénatom egyszeres kovalens kötéssel kapcsolódik egy hidrogénatomhoz: −O−H. A hidroxilcsoportot tartalmazó vegyületek molekulái között hidrogénkötések jönnek létre. A hidroxilcsoport tulajdonságait az határozza meg, hogy a hidroxilcsoport milyen molekulához kapcsolódik.

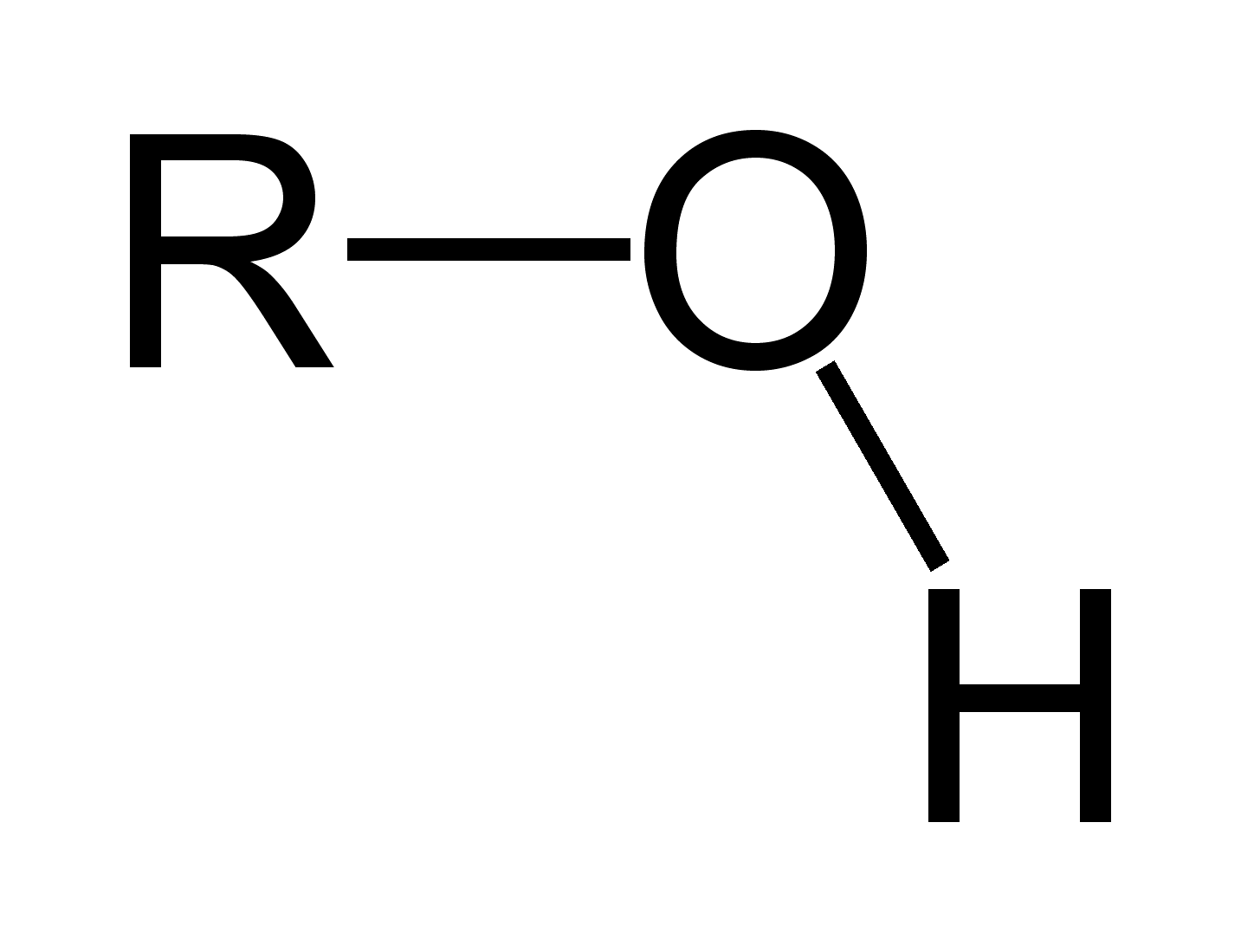
Az alkoholok általános képlete

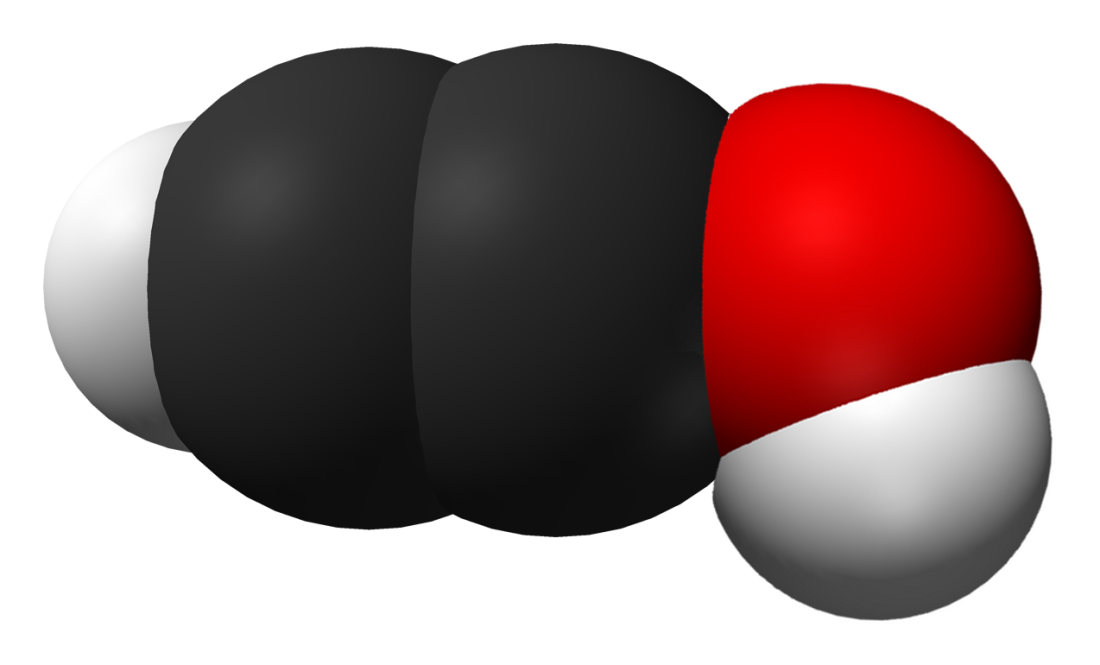
Etinol, a legegyszerűbb inol

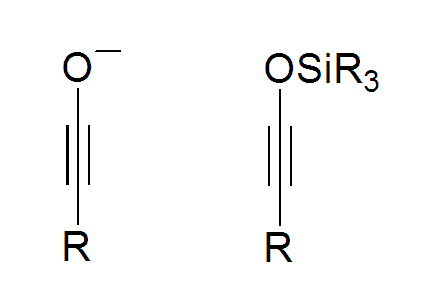
Az inolát anion szerkezete

## Szerves vegyületek hidroxilcsoporttal
Alkoholok, karbonsavak, enolok, fenolok, inolok, cukrok (szőlőcukor, répacukor, gyümölcscukor), illetve a DNS és RNS egyes építőelemei: ribóz, 2-dezoxiribóz, foszforsav, foszfon- és szulfonsavak, ATP. Egyes enzimek és foszfolipidek. A fehérjealkotó aminosavak közül a szerin, tirozin és treonin.

## Kémiai tulajdonságok
A hidroxilcsoportot tartalmazó vegyületek viselkedhetnek savként és bázisként is: etanol és nátrium reakciójakor nátrium-etoxid (nátrium-etanolát) és hidrogén keletkezik:
2 C2H5OH + 2 Na → 2 C2H5ONa + H2
Etanol és sósav reakciójakor etil-oxóniumion keletkezik.
{\displaystyle \mathrm {C_{2}H_{5}OH+HCl\rightleftharpoons C_{2}H_{5}OH_{2}Cl} }
Savakkal vízkilépés közben történt egyesüléssel észtereket képezhetnek, az alkoholok karbonsav észtereit karbonsavésztereknek hívjuk. Például az etanol és ecetsav (etánsav) etil-etanoáttá (etil-acetáttá) egyesül:
{\displaystyle \mathrm {C_{2}H_{5}OH+CH_{3}COOH\rightleftharpoons CH_{3}COOC_{2}H_{5}+H_{2}O} }
Az észterek képződése megfordítható folyamat.

## Oldhatóság
A kis szénatomszámú hidroxilcsoportot tartalmazó vegyületek jól oldódnak vízben és poláris oldószerekben, a szénatomszám növekedésével a vízoldhatóság csökken.

## Csoportosítása
A hidroxilcsoport tulajdonságai függnek attól, hogy milyen molekulához kapcsolódik (például az O−H kötés polaritása, a hidroxilcsoportot tartalmazó molekula kémhatása). Megkülönböztető alkoholos, enolos, fenolos, glikozidos hidroxilcsoport. Vízben oldva a cukrok glikozidos hidroxilcsoportja átalakulhat oxocsoporttá (pl. szőlőcukor).
A hidroxivegyületeket az alábbi szempontok szerint csoportosíthatjuk:
- A hidroxilcsoporthoz kapcsolódó szénhidrogénlánc jellege alapján: a telített szénhidrogénekből képzett származékokat alkoholoknak, a telítetlen szénhidrogének kettős kötésű szénatomjához kapcsolódó hidroxilcsoportot tartalmazó származékokat enoloknak, a hármas kötésű szénatomhoz kapcsolódó hidroxilcsoportot tartalmazó vegyületeket inoloknak, az aromás gyűrűn hidroxilcsoporttal szubsztituált vegyületeket fenoloknak nevezzük.
- Értékűség szerint: az egy molekulában található hidroxilcsoportok száma szerint megkülönböztetünk egy-, két-, három- vagy többértékű alkoholokat, illetve fenolokat. Két (vagy több) OH-csoport esetén ezek egymáshoz való közelsége alapján is csoportosíthatóak: geminális, vicinális, diszjunkt.
- Rendűség szerint: a hidroxilcsoportot viselő szénatom rendűsége szerint vannak első-, másod- és harmadrendű (primer, szekunder és tercier) alkoholok.

### Hidroxilcsoport karboxilcsoport részeként
A karboxilcsoportban a kettős kötésű oxigénatom elektronegativitása érvényesül az ugyanehhez a szénatomhoz kapcsolódó hidroxilcsoport O−H kötésének elektronpárjára is. Emiatt a karboxilcsoport O−H kötése polárisabb, mint az alkoholok O−H kötése.

### Glikozidos hidroxilcsoport keletkezése
Az olyan vegyületek, amelyekben oxocsoport és hidroxilcsoport is megtalálható, és ezek egymás közelébe kerülhetnek, a két molekularészlet addíciójával gyűrűs szerkezet (laktol) és glikozidos hidroxilcsoport keletkezik.

## Előállítás
Hidroxilcsoport keletkezik az oxocsoport és karbonilcsoport (aldehidek és ketonok) hidrogénaddíciója (redukciója) során.
Elsőrendű (primer) alkoholok előállíthatóak aldehidek hidrogénaddíciójával. Például etanal (acetaldehid) és hidrogén egyesülése:
CH3−CH=O + H2 → CH3−CH2−OH
Másodrendű (szekunder) alkoholok ketonokból állíthatóak elő. Például propán-2-on (aceton) és hidrogén addíciója:
CH3−C(=O)−CH3 + H2 → CH3−CH(OH)−CH3

## Tulajdonságai
A hidroxilcsoportot tartalmazó vegyületek molekulái között hidrogénkötések jönnek létre, ezért forrás- és olvadáspontjuk jóval magasabb, mint a hasonló molekulatömegű szénhidrogéneké. Megfelelő molekulaszerkezet esetén molekulán belüli (intramolekuláris) hidrogénkötés kialakulása is lehetséges, ilyen esetben nem, illetve alig asszociálnak a molekulák, ezért az ilyen vegyületek olvadás- és forráspontja alacsonyabb.
Minél polárisabb a hidroxilcsoport O−H kötése, annál erősebb a közöttük kialakuló hidrogénkötés.
|                                                                         |                                                                        |                                                                |
| A keto és enolát forma egymásba alakulása; az α-C-atom deprotonálódása. | Az enolát anion rezonanciaszerkezete. Bal oldalon a karbanion látható. | Az enolát és enol egymásba alakulása, az enolát protonálódása. |

Fenolos vegyületeknél a hidroxilcsoport oxigénatomjának valamelyik nemkötő elektronpárja az aromás gyűrű delokalizált elektronrendszerével kerül átfedésbe. A nemkötő elektronpár gyűrűhöz történő konjugációja és a hidrogénnél nagyobb elektronegativitású szénatom jelenléte – az enolokhoz hasonlóan – együttesen idézi elő az −OH csoport oxigénje elektronsűrűségének csökkenését. A fenolos −OH csoport szigma-kötése az alkoholok és a víz O−H kötésénél polárisabb, a fenolok erősebb savak.